# Fiestas de la Industria el Comercio y la Cultura (Itagüí)
Las  Fiestas de la Industria el Comercio y la Cultura  del municipio Colombiano de Itagüí, son ocho días de festividades que tienen lugar regularmente en la segunda semana de agosto, comenzando un domingo (inmediatamente después de la emblemática Feria de las Flores en la ciudad de Medellín).

## Historia de las fiestas
La historia se remonta al año 1989.  Al tener la ciudad de Itagüí una gran tradición industrial y comercial, además de una valiosa cultura se decide crear una festividad que representara  esta ideología para la ciudad. 
Ya en el año  1984 se había creado el “día mundial de la pereza” con gran aceptación por la comunidad local y nacional, pero sin una fecha oficial de celebración.  Esto animó más la creación de la festividad,  por lo que la administración de Itagüí decide inaugurar 8 días de fiestas que tendrían como evento de clausura el “día mundial de la pereza”.
Las últimas fiestas se desarrollaron en el año 2014 con grandes presentaciones y actividades culturales. Se hizo una importante exposición de fotografía, pintura y escultura, con una buena aceptación y crítica. Además de obras de teatro al aire libre. 

## Desarrollo
- Cada día se celebran actos deportivos, musicales, literarios, teatrales; cumpliendo con la cuota cultural. También paralelo a esto se genera elaboración de materiales y productos para la venta en diferentes tiendas al aire libre, además  importantes ofertas y promociones en zonas de almacenes en la ciudad; cumpliendo con la cuota industrial y comercial.
- Para estas fiestas se activan principalmente tres parques de la ciudad, además  del centro y otros barrios. Los parques son: el parque Simón Bolívar (parque principal), el parque Obrero  y el parque el Brasil.
- A medida que transcurre el día festivo se va activando un parque con un evento. Al final del día siempre se cierra con un gran evento en el parque Simón Bolívar (parque principal). En el último día (que es el día mundial de la pereza);  se activan los tres parques con eventos todo el día. Al final se cierra con un gran evento en el parque Simón Bolívar y el parque Obrero.
- En el día de la pereza las personas acostumbran llevar almohadas, hamacas, tiendas de camping,  camas, incluso hasta pijamas y se ubican en espacios de la celebración donde puedan disfrutar de la música y el arte.

### Conciertos
Por lo general en los ocho días se escucha todo tipo de música: Jazz, tango, salsa, rock, hip-hop, reggaetón, vallenato, bolero, balada, música clásica, música andina, opera.  En el día de clausura se divide en música tropical en el parque Simón Bolívar y reggae, electrónica y rock  en el parque Obrero. 

### Orígenes
- Como dato curioso: La palabra “fiestas” simboliza cada uno de los ocho días en que se desarrollan las actividades. Lo que habla entonces de ocho días como ocho fiestas.
- Itagüí es reconocido por su fuerte industria y comercio. También por la buena relación que lleva con empresas de prestigio nacional.
- El comercio es un tema de vital importancia en la ciudad, ya que cuenta con una de las zonas comerciales más competitivas  del Valle de Aburrá.
- La cultura de Itagüí tiene importantes representantes entre poetas, músicos, actores y escritores.